# Garronita-Ca
La garronita-Ca és un mineral de la classe dels silicats que rep el seu nom de la localitat de Garron Plateau (Irlanda del Nord), on va ser descoberta el 1960. Va ser reanomenada de garronita a garronita-Ca quan l'espècie garronita-Na va sera probada per l'Associació Mineralògica Internacional l'any 2015.

## Característiques
La garronita-Ca és una zeolita (silicat) que cristal·litza en el sistema tetragonal formant agregats radials que omplen cavitats a la roca. La seva fórmula és Na₂Ca₅Al₁₂Si20O64·27H₂O, i pot contenir impureses de ferro, bari o potassi. La seva duresa a l'escala de Mohs oscil·la entre 4 i 5.
Segons la classificació de Nickel-Strunz, la garronita-Ca pertany a «09.GC: Tectosilicats amb H₂O zeolítica, cadenes de connexions dobles de 4-enllaços» juntament amb els següents minerals: amicita, gismondina-Ca, gobbinsita, harmotoma, phil·lipsita-Ca, phil·lipsita-K, phil·lipsita-Na, flörkeïta, merlinoïta, mazzita-Mg, mazzita-Na, perlialita, boggsita, paulingita-Ca i paulingita-K.

## Formació i jaciments
Es troba omplint cavitats en basalts olivínics, en laves riques en fenocristalls de bytownita en basalts olivínics no porfírics. Sol trobar-se associada a altres zeolites.